# HMS Hereward (H93)
Pour les articles homonymes, voir Hereward et H93.
Le HMS Hereward (H93) est un destroyer de classe H de la Royal Navy au milieu des années 1930. Il porte le nom du nom du chef anglais Hereward l'Exilé
Il a été affecté à la  Mediterranean Fleet (flotte méditerranienne) et le navire a passé quatre mois pendant la guerre civile espagnole à la mi-1937 dans les eaux espagnoles, faisant respecter le blocus d'armes imposé par la Grande-Bretagne et la France aux deux parties du conflit. Lorsque la Seconde Guerre mondiale débute en septembre 1939, le navire se trouve en Méditerranée, mais il est rapidement transféré dans l'Atlantique Sud pour chasser les raiders commerciaux allemands et les forceurs de blocus, capturant l'un d'entre eux en novembre. Le Hereward est transféré à la Home Fleet en mai 1940 et sauve la reine Wilhelmina des Pays-Bas après l'invasion allemande.
Le navire a été transféré de nouveau à la flotte méditerranéenne plus tard ce mois-là, et a escorté des convois vers Malte ainsi que les plus grands navires de la flotte. Il a coulé un sous-marin italien en décembre avant de couler le torpilleur italien Vega le mois suivant. Le Hereward participe à la bataille du cap Matapan en mars 1941 et aide à évacuer les troupes alliées de Grèce en avril. En mai, le navire a coulé plusieurs petits navires d'un convoi allemand qui tentait de débarquer des troupes en Crète. Plus tard dans le mois, il a été bombardé et coulé par des bombardiers en piqué allemands alors qu'il évacuait les troupes alliées de Crète. Ses survivants et un certain nombre de personnes évacuées ont été secourus par des navires italiens et sont devenus des prisonniers de guerre.

## Description
Le Hereward déplaçait 1 350 tonnes longues (1 370 tonnes (t)) à charge normale et 1 883 tonnes longues (1 913 t) à charge pleine. Il avait une longueur hors-tout de 98,5 m, une largeur de 10,1 m et un tirant d'eau de 3,8 m. Il était propulsé par deux turbines à vapeur à engrenages Parsons, entraînant deux arbres, qui développaient une puissance totale de 34 000 chevaux-vapeur (25 000 kW) et donnaient une vitesse maximale de 36 nœuds (67 km/h). La vapeur pour les turbines était fournie par trois chaudières à trois tambours Admiralty. Le Hereward transportait un maximum de 470 tonnes longues (480 t) de fuel, ce qui lui donnait une autonomie de 5 530 milles nautiques (10 240 km) à 15 nœuds (28 km/h). Son effectif était de 137 officiers et hommes en temps de paix, mais il était porté à 146 en temps de guerre.
Le navire était équipé de quatre canons Mark IX de 4,7 pouces (120 mm) de calibre 45  montés sur des supports simples. Pour la défense anti-aérienne (AA), le Hereward avait deux supports quadruples Mark I pour la mitrailleuse Vickers Mark III de 0,5 pouce. Il était équipé de deux supports quadruples de tubes lance-torpilles au-dessus de l'eau pour des torpilles de 21 pouces (533 mm). Un rail de grenades sous-marines et deux lanceurs étaient installés ; 20 grenades sous-marines étaient initialement transportées, mais ce nombre a été porté à 35 peu après le début de la guerre.

## Historique
La pose de la quille du navire a été faite au chantier naval High Walker Yard de Vickers Armstrong à Newcastle-on-Tyne le 28 février 1935, lancé le 10 mars 1936 et achevé le 9 décembre 1936. Sans compter les équipements fournis par le gouvernement comme l'armement, le navire a coûté 249 591 livres sterling (£),. Il a testé le montage à deux canons destiné à être utilisé sur les destroyers de la classe Tribal en janvier-mars 1937 à Gibraltar. Il est retiré à la fin des essais et ses deux canons avant sont remplacés immédiatement après. Le navire est ensuite affecté à la 2e flottille de destroyers de la Mediterranean Fleet (flotte méditerranéenne) et commence à patrouiller les eaux espagnoles en Méditerranée pour faire respecter l'accord de non-intervention pendant la guerre civile espagnole. Le Hereward est remis en état à Malte du 30 septembre au 30 octobre 1937 et à nouveau un an plus tard, cette fois à l'arsenal de Portsmouth en juin-juillet 1939 et il retourne ensuite en Méditerranée.
Le Hereward est transféré à Freetown en Sierra Leone pour chasser les raiders commerciaux allemands dans l'Atlantique Sud avec la Force K en octobre. Le navire et ses navires-jumeaux (sister ship), Hardy, Hasty, et Hostile, ont rendez-vous avec le croiseur cuirassé Renown, le porte-avions Ark Royal et le croiseur léger Neptune le 17 décembre. Ils se sont ravitaillés en carburant à Rio de Janeiro, au Brésil, avant de se rendre dans l'estuaire du fleuve du Río de la Plata au cas où le cuirassé de poche allemand Admiral Graf Spee endommagé tenterait de s'échapper de Montevideo, en Uruguay, où il s'était réfugié après avoir perdu la bataille du Rio de la Plata. Le 5 novembre, le Hereward capture le forceur de blocus allemand Uhenfels. Le navire est basé à Trinidad du 20 novembre au 23 janvier 1940 et bloque le navire marchand allemand Arauca à Port Everglades, en Floride, alors qu'il y est basé. Il a escorté le cuirassé Valiant jusqu'à Halifax, mais a subi en route des dommages dus aux intempéries qui ont nécessité trois semaines de réparations. Le Hereward escorte ensuite le croiseur léger Orion jusqu'au Royaume-Uni, alors que ce dernier transporte les cendres de John Buchan, gouverneur général du Canada, chez lui. Il a dû subir d'autres réparations à Portsmouth à son arrivée et a manqué les batailles de Narvik en avril.
Le 11 mai, le Hereward escorte des navires à Scheveningen, aux Pays-Bas, pour évacuer des citoyens britanniques après l'invasion allemande de la veille. Il évacue la reine Wilhelmina et sa famille des Pays-Bas le 13 mai et est transféré à la Mediterranean Fleet  (flotte méditerranienne) quelques jours plus tard. Le navire est arrivé à Alexandrie le 24 mai et a commencé à escorter les convois et les plus gros navires de la flotte.
Le Hereward a participé à la bataille de Calabre en juillet 1940, où il a été touché par des éclats provenant d'un quasi-échec du cuirassé italien Giulio Cesare. Le navire a escorté un convoi pendant l'opération Collar, puis a tiré sur les Italiens en retraite en Cyrénaïque après la bataille de Sidi Barrani. Avec son navire-jumeau Hyperion, il coule le sous-marin italien Naiade le 13 décembre. Le Hereward escorte les cuirassés de la flotte méditerranéenne qui bombardent Vlora le 19 décembre, puis sort dans l'Atlantique Nord lorsque le convoi WS-5A signale qu'il a été attaqué par le croiseur allemand Admiral Hipper le 25 décembre. Il a escorté trois des navires du convoi jusqu'à Gibraltar le 29 décembre.
Le navire participe à l'opération Excess au début de janvier 1941 et coule le torpilleur italien Vega le 10 janvier avec une torpille dans le détroit de Sicile. Avec le destroyer Decoy et la canonnière Ladybird, le Hereward débarque des commandos sur l'île de Kastelorizo dans le cadre de l'opération Abstention, mais ils sont submergés par une contre-attaque italienne. Seuls quelques survivants ont pu être évacués deux jours plus tard. Le navire a participé à la bataille du cap Matapan au début de mars 1941 et à l'évacuation de la Grèce en avril 1941. Il a coulé un certain nombre de bateaux de pêche transportant des troupes allemandes en Crète le 21 mai et a aidé à évacuer la garnison alliée d'Héraklion le 29 mai avec 450 soldats à bord. Plus tard dans la journée, il est attaqué par des bombardiers en piqué allemands Junkers Ju 87 "Stuka" et est touché par une bombe juste devant sa cheminée avant. Il a fait demi-tour vers la côte de Crète, mais a été coulé par d'autres frappes aériennes au large du Cap Sideros. La bombe qui a coulé le navire a été larguée par un Ju 87 appartenant au Sturzkampfgeschwader 2 (StG 2 - bombardier en piqué de l'escadre 2). Quatre officiers et 72 membres d'équipage sont tués, mais les 89 survivants, ainsi que la majorité des personnes évacuées, sont secourus et faits prisonniers par les vedettes-torpilleurs italiens MAS, et le destroyer Francesco Crispi.

### Source
- (en) Cet article est partiellement ou en totalité issu de l’article de Wikipédia en anglais intitulé « HMS Hereward (H93) » (voir la liste des auteurs).